# Beykonak, Kumluca
Beykonak là một thị trấn thuộc huyện Kumluca, tỉnh Antalya, Thổ Nhĩ Kỳ. Dân số thời điểm năm 2011 là 6.268 người.